# Neomochtherus kozlovi
Neomochtherus kozlovi är en tvåvingeart som beskrevs av Pavel Lehr 1972. Neomochtherus kozlovi ingår i släktet Neomochtherus och familjen rovflugor. Inga underarter finns listade i Catalogue of Life.